# محمد عبد السميع عيد
الدكتور محمد عبد السميع عيد أستاذ هندسة مصري ورئيس جامعة أسيوط بدءًا من أغسطس 2013 خلفًا للدكتور مصطفى كمال.
شغل محمد عبد السميع عيد ـ وهو أستاذ في العمارة والتصميم العمرانى بكلية الهندسة جامعة اسيوط ـ منصب عميد لكلية الهندسة بالتعيين عامي 2010 و2011 ثم بالانتخاب عامي 2011 و2012، ثم تولى منصب نائب رئيس الجامعة لشئون خدمة المجتمع وتنمية البيئة من عام 2012 وحتى انتخابه رئيسًا للجامعة في يوليو 2013 حاز على عديد من الجوائز المحلية والدولية ومنها جائزة الدولة التشجيعية وجائزة الأمير مبارك الصباح.

## انتخابه لرئاسة الجامعة
في يوليو 2013 أجريت انتخابات لاختيار رئيس جديد لجامعة أسيوط لبلوغ رئيس الجامعة الدكتور مصطفى كمال السن القانونية للتقاعد في نهاية يوليو، وجرت الانتخابات بين نائبيه الدكتور محمد عبد السميع عيد (نائب رئيس الجامعة لشئون خدمة المجتمع وتنمية البيئة) والدكتور أحمد عبده جعيص (نائب رئيس الجامعة لشئون الدراسات العليا والبحوث)، وقد أسفرت الانتخابات عن حصول عبد السميع عيد على 52 صوتًا، بفارق 15 صوتاً عن منافسه، وبذلك يكون عبد السميع عيد ثاني رئيس منتخب لجامعة أسيوط.